# Тиреоїдит Хашімото
Тиреоїди́т Хашімо́то, також Аутоіму́нний тиреоїди́т, Автоіму́нний тиреоїди́т, Хвороба Хашімото, Хронічний лімфоцитарний тиреоїдит, лат. morbus Hasimoti, thyreoiditis Hasimoti, struma autoimmunea…) — хронічний запальний процес щитоподібної залози, обумовлений автоімунними порушеннями і характеризується специфічними морфологічними змінами різного ступеня вираженості (від лімфоплазмоцитарної інфільтрації до фіброзного заміщення тканини щитоподібної залози).
Патогенетичні механізми автоімунного тиреоїдиту до кінця не з'ясовані. Причина хвороби — частковий генетичний дефект імунної системи, внаслідок чого відбуваються імунна реакція проти тиреоцитів. Розвивається поступово — у міру наростання деструктивних змін тканини щитоподібної залози можливий розвиток гіпотиреозу.

## Історія дослідження
Вперше автоімунне ураження щитоподібної залози описав у 1912 році японський лікар і науковець Хашімото Хакару. Згодом захворювання було названо на його честь.

## Актуальність
Автоімунний тиреоїдит зустрічається у 3-4 % населення Землі. Частота клінічно виражених форм захворювання становить 1 %. Кількість жінок з автоімунним тиреоїдитом перевищує кількість чоловіків у 4-8 разів. Найчастіше хвороба діагностується у жінок старших 60 років — частота в популяції 6-11 %. Поширеність захворювання у дітей становить 0,1-1,2 %.

## Патогенез
Антитіла, які виробляє імунна система, починають сприймати клітини щитоподібної залози за чужорідні. Впливаючи на гормональноактивні клітини щитоподібної залози, антитіла спричинюють деструктивні зміни в тиреоцитах. Як наслідок — знижується функція щитоподібної залози: зменшується вироблення тиреоїдних гормонів, що призводить до розвитку гіпотиреозу. Для компенсації гіпотиреозу в організмі підвищується синтез тиреотропного гормону. На тлі автоімунного тиреоїдиту також можливе й тимчасове підвищення продукції гормонів — гіпертиреоз (тиреотоксикоз).
Автоімунний тиреоїдит вважається спадковим захворюванням, що підтверджується даними про часті випадки виникнення хвороби у близьких родичок та родичів. Пацієнти з автоімунним тиреоїдитом нерідко також мають інші автоімунні захворювання соматичного та ендокринного генезу: дифузний токсичний зоб, міастенія, інфільтрована (автоімунна) офтальмопатія, синдром Шегрена, алопеція, вітиліго, колагенози, лімфоїдно-клітинний гіпофізіт.
Поштовхом до загострення захворювання може бути перенесена вірусна інфекція, рідше травма щитоподібної залози або операція на щитоподібній залозі. Факторами, які можуть спровокувати автоімунний тиреоїдит, є вплив шкідливих чинників довкілля, дефіцит або надлишок йоду, радіоактивне забруднення.
Гістологічна картина автоімунного тиреоїдиту характеризується дифузною паренхіматозною лімфоцитарною інфільтрацією, зокрема В-лімфоцитами, які часто мають вигляд вторинних лімфоїдних фолікулів (гермінальні центри, які не слід плутати з нормальними фолікулами щитоподібної залози, що заповнені колоїдом). Атрофований колоїд вистеляється клітинами Гюртле (нім. Hürthle). Також, у межах капсули щитоподібної залози наявні щільні фіброзні тяжі колагену.

## Клінічні прояви
Клінічними симптомами автоімунного тиреоїдиту є значна локальна або дифузна (найчастіше симетрична) щільність щитоподібної залози, при пальпації визначається «вузлуватою». Пацієнтам може бути важко ковтати та дихати, нерідко вони відчувають помірні болі в ділянці щитоподібної залози. При гіпертрофічній формі тиреоїдиту щитоподібна залоза збільшена, а при атрофічній формі розміри щитоподібної залози в нормі або навіть зменшені. Зниження функції щитоподібної залози характерно для обох форм тиреоїдиту. Автоімунний тиреоїдит зазвичай розвивається поступово. Іноді спочатку проявляються ознаки тиреотоксикозу, який або з'являється вснаслідок руйнування фолікулів, або пояснюється поєднанням автоімунного тиреоїдиту і дифузного токсичного зобу. Часто пізніше розвивається гіпотиреоз.

## Форми
Виділяють кілька форм автоімунного тиреоїдиту:
- Гіпертрофічний варіант (тиреоїдит Хашімото). Щитоподібна залоза дифузно-щільна, її функція не порушена або порушена помірно — гіпотиреоз або тиреотоксикоз.[10].
- Атрофічна форма автоімунного тиреоїдиту. Щитоподібна залоза в момент обстеження зменшена, спостерігається гіпотиреоз.
- Післяпологовий тиреоїдит, який зустрічається приблизно у 5-6 % жінок.

## Лікування
Специфічної терапії захворювання не розроблено.

### Лікування тиреоїдними препаратами
За наявності гіпотиреозу призначаються замісні препарати гормонів щитоподібної залози (тироксин, трийодтиронін, тиреоїдин, L-тироксин). Добова доза тироксину у дорослих становить 1,4-1,7 мкг на 1 кг маси тіла (близько 100—175 мкг на людину на добу), а у дітей — до 4 мкг на 1 кг маси тіла. У деяких випадках, зокрема, при атрофічній формі тиреоїдиту, може бути призначена збільшена доза тироксину — 200—225 мкг/добу. Враховуючи хронічний характер захворювання, лікування тиреоїдними препаратами проводиться тривало. Контроль рівня ТТГ в сироватці крові потрібно проводити не частіше, ніж через 1,5-2 міс. після початку лікування.

### Лікування глюкокортикоїдами
Глюкокортикоїдні препарати, як правило, призначаються тільки при поєднанні автоімунного тиреоїдиту з підгострим тиреоїдитом. Зазвичай, використовується преднізолон.

### Лікування перстачем білим
В одному з досліджень для терапії автоімунного тиреоїдиту пропонується використання препаратів на основі перстачу білого.

### Імуномодулююча терапія
Доведено позитивне значення застосування імунокоректорів (Т-активін) як у комплексі з тиреоїдними препаратами, так і у вигляді монотерапії.

### Хірургічне лікування
Хірургічне лікування необхідне при розвитку компресії внаслідок збільшення розмірів зобу, що призводить до стискання трахеї та стравоходу або судин шиї, а також підозра на рак щитоподібної залози, що може поєднуватись з тиреоїдитом Хашімото.